# جنون (فیلم ۲۰۰۱)
جنون (به هندی: Deewaanapan) و (به انگلیسی: Deewaanapan) فیلمی هندی محصول سال ۲۰۰۱ و به کارگردانی آشو تریخا است. در این فیلم بازیگرانی همچون آرجون رامپال، دیا میرزا، وینود کانا، اوم پوری و شارات ساکسنا ایفای نقش کرده‌اند.